# Ghostland
Pour plus de détails, voir Fiche technique et Distribution.
Ghostland (Incident in a Ghostland) est un film d'horreur psychologique franco-canadien écrit et réalisé par Pascal Laugier, sorti en 2018.

## Synopsis
Pauline hérite d'une maison après le décès de sa tante. Elle y vit avec ses deux filles. Cependant, lors de la première nuit dans la maison, des assassins entrent chez elles et Pauline doit tout faire pour sauver ses filles. Cet événement va traumatiser la famille et affecter chacune des jeunes filles dont les personnalités vont diverger davantage à la suite de cette nuit cauchemardesque.
Seize ans plus tard, la famille est à nouveau réunie dans la maison que Pauline et Vera (l'une des filles) n’ont jamais quittée. D'étranges événements vont alors se produire...

## Fiche technique
- Titre : Ghostland
- Titre original : Incident in a Ghostland
- Réalisation : Pascal Laugier
- Scénario : Pascal Laugier
- Production : Ian Dimerman, Scott Kennedy, Jean-Charles Levy, Nicolas Manuel, Clément Miserez, Brendon Sawatzky, Sami Tesfazghi, Matthieu Warter, Frédéric Fiore et Alexis Perrin
- Direction artistique : Gordon Wilding
- Costumes : Brenda Shenher
- Photographie : Danny Nowak
- Montage : Dev Singh
- Musique : Todd Bryanton
- Musiques additionnelles : Georges Boukoff, Anthony d'Amario et Edouard Rigaudière[réf. nécessaire]
- Sociétés de production : 5656 Films ; Inferno Pictures Inc., Logical Pictures, Manitoba Film & Music et Mars Films
- Société de distribution : Mars Distribution
- Pays d’origine :  Canada /  France
- Langue originale : anglais
- Budget : 4,2 millions d’euros[1]
- Format : couleur - 2.35 : 1
- Genre : horreur psychologique
- Durée : 89 minutes
- Dates de sortie : 
  - France : 3 février 2018 (Festival international du film fantastique de Gérardmer)[2] ; 14 mars 2018 (sortie nationale)
  - Suisse romande : 28 mars 2018
  - Belgique : 4 avril 2018
  - Luxembourg : 4 avril 2018
- Interdit aux moins de 16 ans lors de sa sortie en France

## Distribution
- Crystal Reed (VF : Jessica Monceau) : Elizabeth Keller, adulte
  - Emilia Jones (VF : Lou Lévy) : Elizabeth Keller, jeune
- Anastasia Phillips (VF : Dorothée Pousséo) : Verra Keller, adulte
  - Taylor Hickson (VF : Rebecca Benhamour) : Verra Keller, jeune
- Mylène Farmer (VF : elle-même) : Pauline Keller
- Adam Hurtig (VF : Glen Hervé) : le mari de Beth
- Rob Archer : le gros homme (« l’ogre »)
- Kevin Power (VF : Léandre Pirez) : la femme du camion de bonbons (la « sorcière »)
- Alicia Johnston : Cooper
- Ernesto Griffith : Sanford
- Paul Titley : H. P. Lovecraft
- Angela Asher : voix de la « sorcière » (non créditée)

## Production

### Développement et genèse
Cofinancé par des capitaux canadiens, Ghostland a été produit pour un peu plus de 4 millions d'euros.

### Distribution
Pascal Laugier avait rencontré Mylène Farmer en 2015, à l'occasion du tournage du clip de la chanson City of Love, clip dont il était le réalisateur. Le rôle de Pauline Keller, la mère des deux filles, avait été au départ écrit pour une comédienne américaine. Mais il a finalement été attribué à Mylène Farmer, qui avait été enthousiasmée par la lecture du script.

### Tournage
Le tournage s'est déroulé au Canada, dans la province du Manitoba.

#### Incident sur le tournage
Lors du tournage, Taylor Hickson fut gravement blessée au visage, et dut recevoir 70 points de suture. Après plusieurs interventions chirurgicales, l'actrice conserve ensuite une balafre sur sa joue gauche. Elle a par ailleurs porté plainte contre la production, responsable selon elle de son accident, et de sa blessure qui risque d'entraver la suite de sa carrière. L'accident a eu lieu sur le tournage d'une scène où l'actrice devait frapper à coups répétés contre une vitre sur laquelle s'appuyait son visage. Le réalisateur lui aurait certifié que la scène ne présentait aucun risque.

## Accueil

### Festival et sortie
Le film est présenté en compétition officielle au Festival international du film fantastique de Gérardmer 2018 où il remporte le Grand prix, le Prix du public et le Prix du jury Syfy,.

### Accueil critique
En France, le site Allociné recense une moyenne des critiques presse de 3,3/5, et des critiques spectateurs à 4,1/5.

### Box-office
| Pays ou région    | Box-office        | Date d'arrêt du box-office | Nombre de semaines |
| ----------------- | ----------------- | -------------------------- | ------------------ |
| France            | 248 903 entrées   | 24 avril 2018              | 6                  |
| Italie            | 123 563 entrées   | -                          | -                  |
| Allemagne         | 34 630 entrées    | -                          | -                  |
| États-Unis        | 34 630 entrées    | -                          | -                  |
| Monde hors France | 1 399 991 entrées | -                          | -                  |
| Total mondial     | 1 648 894 entrées | -                          | -                  |

Bénéficiant d'une sortie internationale dans une quarantaine de pays, Ghostland est le film français le plus vu dans le monde en juillet 2018, avec 421 415 entrées enregistrées pour le seul mois de juillet.

## Distinctions

### Récompenses
- Festival international du film fantastique de Gérardmer 2018 : sélection « Compétition officielle »
  - Grand prix
  - Prix du public
  - Prix du jury SyFy

### Nomination
- Rendez-vous du cinéma français à Paris 2018 : sélection « Press junket »

### Documentation
- Dossier de presse Ghostland